# マルグリット・ロン
マルグリット・ロン（Marguerite Long, 1874年11月13日 - 1966年2月13日）は20世紀前半のフランスを代表するピアニスト・ピアノ教育者。

## 生涯
1874年11月13日、フランス南部のガール県ニームに生まれる。ニーム音楽院で8歳上の姉クレールからピアノの指導を受けるが、当時視学官をしていたテオドール・デュボワ（のちのパリ音楽院院長）の勧めで1889年にパリ音楽院入学。
1891年、パリ音楽院ピアノ科を一等賞で卒業。名教師として名高いアントワーヌ＝フランソワ・マルモンテル（1816年 - 1898年）の息子アントナン・マルモンテル（1850年 - 1907年）の指導を受けつつ演奏活動を開始する。
1906年、大のフォーレ・ファンであった音楽学者のジョゼフ・ド・マルリアーヴと結婚。新婚旅行の最中に呼び戻され、パリ音楽院の予備科講師となる。
1907年、急逝した師アントナン・マルモンテルのクラスを継ごうと高等科教授に立候補したが、当時の院長であったフォーレ（院長在職期間、1905年 - 1920年）はロンより3歳若いアルフレッド・コルトーをどうしても教授にしたかったため、彼女に次の機会には必ず教授に推薦するからと手紙で約束し、引き下がらせた。ところが、1913年に約束の教授の地位が与えられなかったことにロンは立腹、遂にマルリアーヴ夫妻はフォーレと仲たがいする結果となる。
1914年8月、夫マルリアーヴが第一次世界大戦に従軍し、8月24日戦死。悲しみに打ちのめされステージから遠ざかったが、1917年に演奏活動を再開させる。1919年4月にはモーリス・ラヴェルが戦没者に捧げた組曲『クープランの墓』（第6曲「トッカータ」が亡き夫に捧げられている）を初演。
1920年、ルイ・ディエメの死後、その後任として音楽院高等科正教授に就任。同年、自身の音楽学校を創設し、これが1941年にはロン＝ティボー音楽学校となる。
1932年1月、自身に献呈されたラヴェルの『ピアノ協奏曲 ト長調』を初演。作曲者とともにこの協奏曲を携え、ヨーロッパ中を演奏旅行する。
1935年、フォーレとは仲たがいをしたというものの、アンリ・ド＝ジュヴネル夫人主宰の「ガブリエル・フォーレ協会」設立に助力。 1937年から1939年にはフォーレ協会主催でフォーレ・コンクールを開催。
1943年、ヴァイオリニストのジャック・ティボーとともに第1回ロン＝ティボー国際コンクールを開催。このコンクールは現在でも行われ、若手音楽家の登龍門となっている。
1966年2月13日、パリにて永眠。91歳没。葬列でラヴェルの『ダフニスとクロエ』が演奏される中、故郷ニームへと帰った。

## レパートリー・演奏
古典派のモーツァルトやベートーヴェン、ロマン派のショパン、リストなどからドビュッシー、フォーレ、ラヴェルなどのフランス近代音楽まで幅広い。当時の作曲家たちとの親交は厚く、フォーレの『即興曲第4番』、アルベニスの『ナヴァーラ』、ラヴェルの『ピアノ協奏曲 ト長調』などを献呈されている。

## 教育者として
フランスの伝統的ピアニズムを受け継いでいるという自負から教育者としても熱心に国際マスタークラスの活動を行なった。弟子としてジャック・フェヴリエ、ジャン・ドワイヤン、ピエール・バルビゼ、サンソン・フランソワ、フィリップ・アントルモン、日本人の園田高弘らの名が挙げられる。

## 著作・その他
- 『ル・ピアノ』(Le Piano 1959年・サラベール): 20世紀の演奏メカニックについて多彩な課題を提示したピアノ教則本。転調しながらひとつの音型を繰り返すエグゼルスィスのほか、ブラームスやカール・タウジヒの作った課題が引用されている。
- 『ドビュッシーとピアノ曲』(Au piano avec Claude Debussy 1960年　Rene Julliard　訳：室淳介 音楽之友社刊)：おもにロンが直接ドビュッシーから受けたレッスンについての回想録。フランシス・プランテとのエピソードも。
- 『回想のフォーレ』(Au piano avec Gabriel Faure 1963年　Rene Julliard　訳：遠山菜穂美　音楽之友社刊)：ロンがフォーレの作品の中で最も得意としたレパートリーの『バラード』を中心にフォーレのピアノについて作曲者の証言及びロンの解釈。また、ロンの自伝的側面も持つ。
- 『ラヴェル　回想のピアノ』(Au piano avec Maurice Ravel 1971年　ロンの死後ピエール・ロモニエ博士が編集　Rene Julliard　訳：北原道彦・藤村久美子　音楽之友社刊)：作曲者とそれの演奏者として長い時をともに過ごしたラヴェルについての回想録。ロンの文章のほかにラヴェルのアメリカでの講演内容も収録されている。
- バッハ『平均律ピアノ曲集』(1915年・デュラン・校訂はフォーレ)：ロンによる運指の指示は彼女の柔軟で自由自在なピアニズムを現在に伝えている。